# 黎除
黎除（越南语：／，？—？（某年十一月二十九日）），是越南后黎朝開國皇帝黎利的二哥、第十五代皇帝黎英宗的五世祖。
黎利建立后黎朝時完全沒有提及他的二哥，也沒有為他的名字頒布避諱，只知道後來被追封藍國公（越南语：／）。
他和黎氏堎生下黎魁(－1466)和黎康，黎康的玄孫就是黎维邦。顺平八年（1556年），二十二岁的中宗黎暄驾崩，没有儿子。权臣郑检拥立黎除的後裔黎维邦做皇帝（英宗）。黎维邦追尊黎除为啟祥昭惠肅武弘裕王（越南语：／），諡恭和，陵墓号美林陵，黎氏堎為柔慈和睦莊獻貞謹太妃，諡福慶，陵墓号太萊陵。